# Alain Crepin

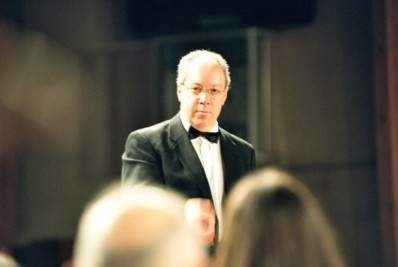
Alain Crepin, 2006

Alain Crepin (* 28. Februar 1954 in Mettet) ist ein belgischer Komponist und Dirigent.

## Leben und Wirken
Ersten Unterricht für Saxophon, Violoncello und Klavier erhielt er an der Musik-Akademie Dinant. Er absolvierte sein Studium am Königlichen Konservatorium Brüssel, u. a. bei François Daneels, Saxophon und Instrumentation, sowie Orchesterleitung bei Roland Cardon, Yvonne Ducène, und Fugenlehre bei Jacques Leduc.
Von 1975 bis 1981 war er Solo-Saxophonist im Musikkorps van de Rijkswacht (Gendarmerie) und von 1981 bis 1983 wirkte er ebenfalls als Saxophonist im Eliteblasorchester Groot Harmonieorkest van de Belgische Gidsen in Brüssel mit. 1984 wurde er Dirigent des Blasorchesters der Chasseurs Ardennais. 1985 berief man ihn zum Dirigenten des Blasorchesters der belgischen Luftwaffe.
Er wirkte auch im bekannten Saxophon-Quartett von Dinant mit. 1986 bis 1997 war er Vize-Präsident der International Association for the Promotion of the Saxophone. 1998 wurde er in den Vorstand der Saxophonist-Association in Paris berufen. Er war auch Dozent für Saxophon der Universitäten in Gap, (Frankreich) sowie Alicante, (Spanien). 1981 wurde er Professor für Saxophon am Königlichen Konservatorium Brüssel.
Als Komponist schreibt er zahlreiche Werke für Blasorchester und Fanfare-Orchester.

## Werke

### Werke für Blasorchester
- 1991 Temptations
- Ad Multos Annos
- Air d’automne
- Atmosphères
- A Tribute to Sax for Alto Saxophone and Band
- Bayaderie
- De 3 à 1000
- Equinoxe
- Friendship’s Hymn
- Fusions Majeures
  1. Prelude & Allegro
  2. Moderato
  3. Maestoso & Allegro
- Greetings from Jersey
  1. Bouley Bay
  2. Rozel Bay
  3. St Hélier
- Honor and gallantry
- Messe Universelle
- Millénaire 3
- Muziek voor een prinselijke geboorte
- Notes en Rag
- Relâche
- Rencontres
- Rhapsody for Berlare
- Suite Tastevinesque
- Sunray
- Synergies
- 150 ans plus tard (Cercle Royal Musical d’Aubange (B))
- Son d’Y